# Kōsa
Kennyo (顕如 (Hiển Như)), còn gọi là Hongan-ji Kennyo (本願寺 顕如 (Bản Nguyệt Tự Hiển Như)), húy Kōsa (光佐 (Quang Tá)) là môn chủ thứ 11 của Chùa Hongan và là trụ trì Chùa Ishiyama Hongan, pháo đài của lực lượng tăng binh Ikkō-ikki thuộc Tịnh độ chân tông tại Osaka vào những năm cuối thời kỳ Sengoku tại Nhật Bản.

## Tiểu sử

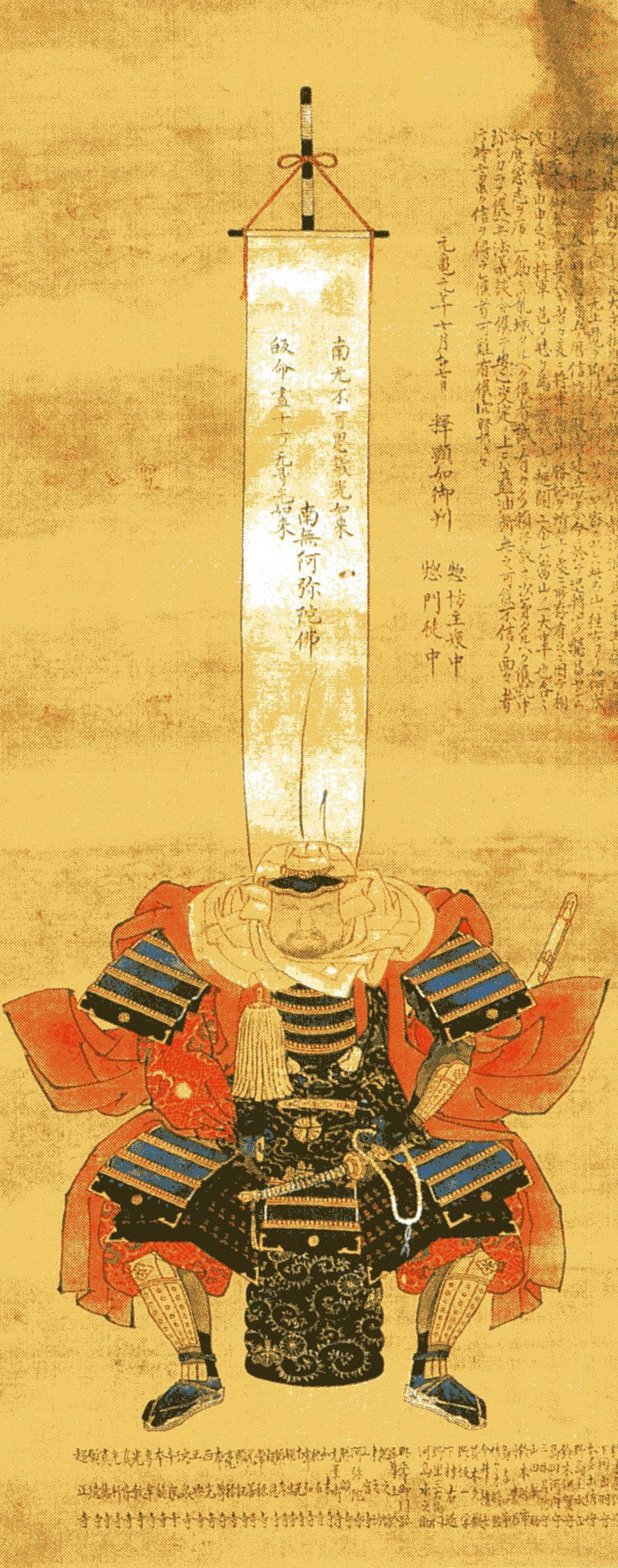
Kōsa trong giáp phục

Kōsa sinh ngày 20 tháng 2 năm 1543. Cha của ông là của Shonyo, môn chủ thứ 10 của Chùa Hongan-ji, mẹ là Kyōkōin Nyoshunni, con gái nuôi của daimyo Hosokawa Harumoto, người đứng đầu gia tộc Hosokawa.
Năm 1570, daimyo Takeda Shingen đã phải cầu cứu Kōsa, họ hàng bên nhà vợ của ông, sau khi rơi vào tình huống tứ diện Sở ca khi phải đối mặt với không chỉ một, mà là ba địch thủ mạnh là Oda Nobunaga, Tokugawa Ieyasu và Uesugi Kenshin. Đáp lại lời cầu cứu, Kōsa kích động tín đồ Ikkō ở tỉnh Kaga nổi dậy chống Uesugi Kenshin.
Vài năm sau cái chết của Takeda Shingen, Kōsa tiếp tục cuộc chiến trường kỳ với Nobunaga, được hải quân gia tộc Mōri hỗ trợ bảo vệ tuyến đường tiếp tế trên biển tới Chùa Hongan trước các cuộc tấn công từ gia tộc Oda. Cũng trong khoảng thời gian này, Kōsa – thông qua hàng loạt nước cờ chính trị – đã thiết lập liên minh với hàng loạt daimyo đối nghịch với Nobunaga. Ông cũng gia cố Chùa Ishiyama Hongan trở thành một pháo đài được xem là bất khả xâm phạm.
Năm 1570, Oda Nobunaga tiến hành bao vây Chùa Ishiyama Hongan, bắt đầu cuộc vây hãm dài nhất trong lịch sử Nhật Bản. Sau khi cầm cự một thời gian, Kōsa đã điều động tăng binh Ikkō từ các tỉnh khác về Osaka để tăng viện và đồng thời cũng gửi thư cầu cứu Takeda Katsuyori (con trai của Shingen) và Uesugi Kenshin, nhưng không nhận được câu trả lời từ cả hai người.
Năm 1576, 3.000 quân Oda dưới trướng Akechi Mitsuhide, Harada Naomasa và Araki Murashige được lệnh công thành nhưng sau đó đã bị 15.000 tăng binh trong chùa đẩy lui. Đối mặt trước tình thế bế tắc, Nobunaga quay sang tấn công các các thành trì nhỏ khác của lực lượng Ikkō-ikki tại các vùng lân cận và đồng minh của Kōsa là các gia tộc Asakura, Uesugi và Azai. Trong bối cảnh trên, Kōsa viết thư yêu cầu tín đồ Ikkō tại các tỉnh Musashi, Sagami giữ vững vị trí, đồng thời yêu cầu họ gửi lương thực và binh lực tiếp tế. Kho lương Chùa Ishiyama Hongan sau nhiều năm bao vây đã gần như cạn kiệt. Đến đầu năm 1580, gần như toàn bộ các thành trì của Ikkō-ikki đều bị hạ. Tháng 4 cùng năm, chùa Ishiyama Hongan nhận được thánh chỉ từ Thiên hoàng yêu cầu bãi binh. Vài tuần sau, Kōsa cùng các con đầu hàng.
Kōsa về sau đã hòa giải với người kế nhiệm Oda Nobunaga là Toyotomi Hideyoshi. Osaka và Chùa Ishiyama Hongan cũ trở thành đại bản doanh của Hideyoshi. Năm 1589, Hideyoshi ban cho Kōsa một ngôi chùa mới ở Kyoto, Nishi Hongan. Tuy nhiên, sau khi Kōsa qua đời, thế lực chùa Hongan nhanh chóng bị phân liệt. Năm 1592, Hideyoshi trục xuất con trưởng của Kōsa là Kyōnyo và lập Junnyo, em trai của Kyōnyo, làm pháp chủ mới. Năm 1602, Tokugawa Ieyasu vì có quan hệ thân mật với Kyōnyo, đã chia Hongan-ji làm hai, tây phái và đông phái. Junnyo trở thành pháp chủ tây phái tại Nishi Hongan, Kyōnyo trở thành pháp chủ đông phái tại Chùa Higashi Hongan.

## Gia quyến
- Cha: Shonyo, Môn chủ thứ 10 Chùa Hongan
- Mẹ: Kyōkōin Nyoshunni
- Vợ: Nyoharu Mijo
- Con cái:
  1. Kyōnyo, Pháp chủ Chùa Higashi Hongan
  2. Takeshi
  3. Junnyo, Pháp chủ Chùa Nishi Hongan